# Luzern Golf Club
De Lucerne Golf Club / Luzern Golf Club is een golfclub in het kanton Luzern in Zwitserland.
Na de golfclubs van Montreux (1900) en Engadine (1893) is dit de oudste golfclub van Zwitserland. In 1903 namen de hoteleigenaars en de lokale VVV het initiatief om een 9-holes golfbaan op de Sonnenberg aan te laten leggen. In 1925 verhuisde de club naar de Dietschiberg waar ruimte was voor een 18 holesbaan, die in de loop der jaren verlengd is en aangepast aan de moderne eisen, maar de kenmerken heeft gehouden van een oude baan met mooie oude bomen, smalle fairways en kleine greens.
Het clubhuis is een voormalige boerderij, die ruim 200 jaar geleden werd gebouwd. De baan ligt op een hoogte van 670 meter en geeft uitzicht op het Vierwoudstedenmeer.
Het Zwitsers Open werd hier in 1926, 1929 en 1931 gespeeld.
- Virtual International Authority File: 727145857933023021020